# Convention pour l'extension du territoire de Hong Kong

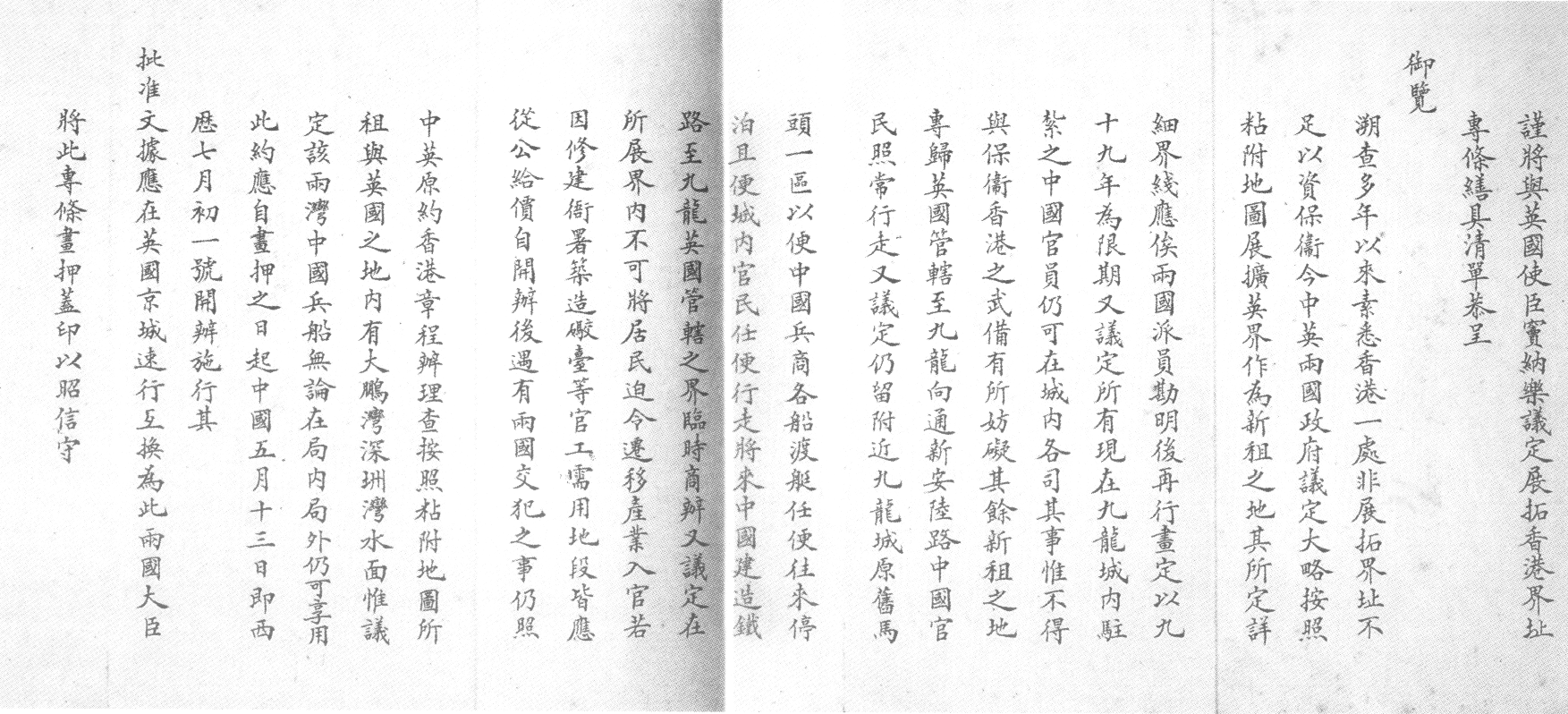
Exemplaire du traité en chinois.

La Convention pour l'extension du territoire de Hong Kong, ou Seconde convention de Pékin, est un traité signé le 9 juin 1898 à Pékin, entre le Royaume-Uni et l'empire de Chine. Concrètement le traité concède un bail de 99 ans sur l'ensemble des Nouveaux Territoires, constituant le nord du territoire actuel de Hong Kong. 
L'anticipation de la fin du bail, 15 ans avant sa survenance, a eu pour conséquence la déclaration commune sino-britannique sur la question de Hong Kong et la signature de la rétrocession de l'ensemble de Hong-Kong à la république populaire de Chine. Cette rétrocession a bien eu lieu comme convenu le 1er juillet 1997.

## Effets

La Grande-Bretagne acquit :
l'île de Hong Kong en 1842
la péninsule de Kowloon en 1860
les Nouveaux Territoires en 1898.

- l'île de Hong Kong en 1842
- la péninsule de Kowloon en 1860
- les Nouveaux Territoires en 1898